# Casa sobre el Arroyo
Museo Casa sobre el Arroyo, también conocida a nivel local como Casa del Puente es una casa, diseñada por Amancio Williams y Delfina Gálvez Bunge en Mar del Plata declarada de Interés Patrimonial, Cultural, Natural por parte la Municipalidad de General Pueyrredón; Monumento Histórico Artístico Nacional y Patrimonio Cultural, Histórico, Arquitectónico y Ambiental de la Provincia de Buenos Aires.

## Su historia a lo largo del tiempo
En el año 1915, concluido el litigio sucesorio por el fallecimiento del ing. Emilio Mitre, propietario de la chacra delimitada por las calles Matheu, Rodríguez Peña, Dorrego y San Juan, ésta es adquirida por Matilde de Anchorena, quien la convierte en un gran parque forestado. 
En el año 1942, en remate público, la familia Williams compra la primera hectárea de esta chacra, delimitada por las calles Matheu, Quintana, Olazábal y las vías del ferrocarril. En este terreno se construyó una residencia-estudio para Alberto Williams y su esposa Irma Paats (Casa sobre el Arroyo o Casa del puente), y otra vivienda en la manzana contigua para Mario Williams, hijo de Alberto, en las que la familia pasaba temporadas. En el año 1948 anexan la segunda hectárea, delimitada por las calles Funes, las vías del ferrocarril, Saavedra y Quintana, que actualmente complementa el entorno de la Casa.
La Casa sobre el Arroyo, comúnmente conocida como “Casa del Puente”, fue diseñada y llevada a cabo bajo estricta supervisión por los arquitectos Amancio Williams y  Delfina Gálvez Bunge de Williams), entre los años 1943 y 1945 respondiendo al pedido de Alberto Williams, padre de Amancio. Fue emplazada sobre el Arroyo Las Chacras, curso de agua fundacional de la ciudad de Mar del Plata, que por razones de saneamiento, en 1957 interrumpido en el sector que comprende el predio Casa sobre el Arroyo. Esta obra representa la creación más audaz del período (1930/1950).

### Período Familia Williams 1942-1968
En 1952 muere Alberto Williams y la propiedad es heredada por su hija Irma. Ella vive en la casa hasta que en 1968 decide venderla. El comprador fue Héctor Lago Beitía. A partir de ese momento, se instala allí la emisora radial de amplitud modulada LU9, la cual funcionó entre 1970 a 1977, año en que el gobierno militar decidió clausurarla. Fue en este período de su historia que la Casa sobre el Arroyo adquirió su nombre popular, “Casa del Puente”, a través del eslogan radial “desde la Casa del Puente un puente hasta su casa…”.
Aunque la radio fue cerrada, la propiedad siguió siendo cuidada y mantenida en vida del señor Héctor Lago Beitía. Al fallecer éste en el año 1991, comienza un largo proceso de sucesión que dura aproximadamente 13 años, período durante el cual el conjunto es sometido al vandalismo, que provocó gran destrucción y dos incendios.
El segundo incendio, que tuvo lugar en 2004, destruyó la carpintería de más de la mitad de la casa. Finalmente, en el 2005, la Municipalidad de Gral. Pueyrredón suscribe un convenio por cinco años con el entonces administrador provisorio, señor Juan José Lago. En dicho acuerdo, la municipalidad pasa a tutelar la propiedad, encargándose de colocar un cerco de alambre en los límites del terreno,  brindar seguridad policial las 24 hs., asumir trabajos de restitución de la carpintería perimetral y tomar medidas de saneamiento.
Después de complejas gestiones, en diciembre de 2012 la municipalidad compra la fracción compuesta por las parcelas 12 y 11 d, que constituye el 60% de la tierra y contiene al pabellón principal o vivienda estudio y al pabellón de servicio, para constituir lo que es actualmente el Museo Casa sobre el Arroyo, dependiente de la Secretaría de Cultura de la Municipalidad de General Pueyrredón. Se iniciaron así las tareas de restauración y puesta en valor que le devolvieron la vida a la Casa sobre el arroyo, con un pormenorizado trabajo del equipo a cargo de la Lic. Magali Marazzo, y con la ayuda del Ministerio de obras Públicas de la Nación, el Ministerio de Cultura de la Nación y la Comisión Nacional de Monumentos, se logró rescatar este icono de la Arq, Moderna en nuestro país. El predio restante aún es propiedad privada de Juan José Lago, pero se está en proceso para que se complete la totalidad de este conjunto patrimonial.

### Una mirada sobre Alberto Williams
Alberto Williams nació y murió en Buenos Aires (1862 - 1952). Fue unos de los compositores más prolíficos de América Latina. Hijo de Jorge Williams y Adela Alcorta Palacios, pertenecía a una familia con orientación musical, ya que su abuelo Amancio Alcorta, oriundo de Santiago del Estero, era un activo patriota que intervino en la Gesta de Mayo y, asimismo, un reconocido músico.  
Alberto comenzó su instrucción en la escuela de música en Buenos Aires y, a la temprana edad de 7 años, se presentó al público en un concierto, organizado por su maestro Bernasconi. Rápidamente realizó su primera composición impresa y fue becado por el gobierno argentino para estudiar en París. Allí ingresó en el conservatorio bajo la guía de grandes profesores. Fue alumno de piano de Georges Mathias, y estudió composición con Durand, Godard, Bériot, además de recibir clases con César Franck, bajo cuya tutela escribió su "Primera Obertura de concierto". 
En 1889 retornó a Argentina y comenzó a estudiar profundamente las formas, las melodías y los ritmos del folclore argentino. En Buenos Aires, fundó y dirigió el Conservatorio de Música de Buenos Aires desde 1893 hasta 1941, y tuvo discípulos que pronto se distinguieron como intérpretes de valía. En el terreno de la didáctica, realizó una importante obra de difusión para la enseñanza del piano; como compositor se destacó en el género sinfónico, y compuso páginas para canto y piano, de fluida inspiración, utilizando la temática folclórica a lo largo de todo el territorio nacional en obras de exquisita factura. En 1938 lideró la Comisión que aclara la versión sinfónica del Himno Nacional Argentino que hoy en día entonamos. 

### Una mirada sobre Amancio Williams

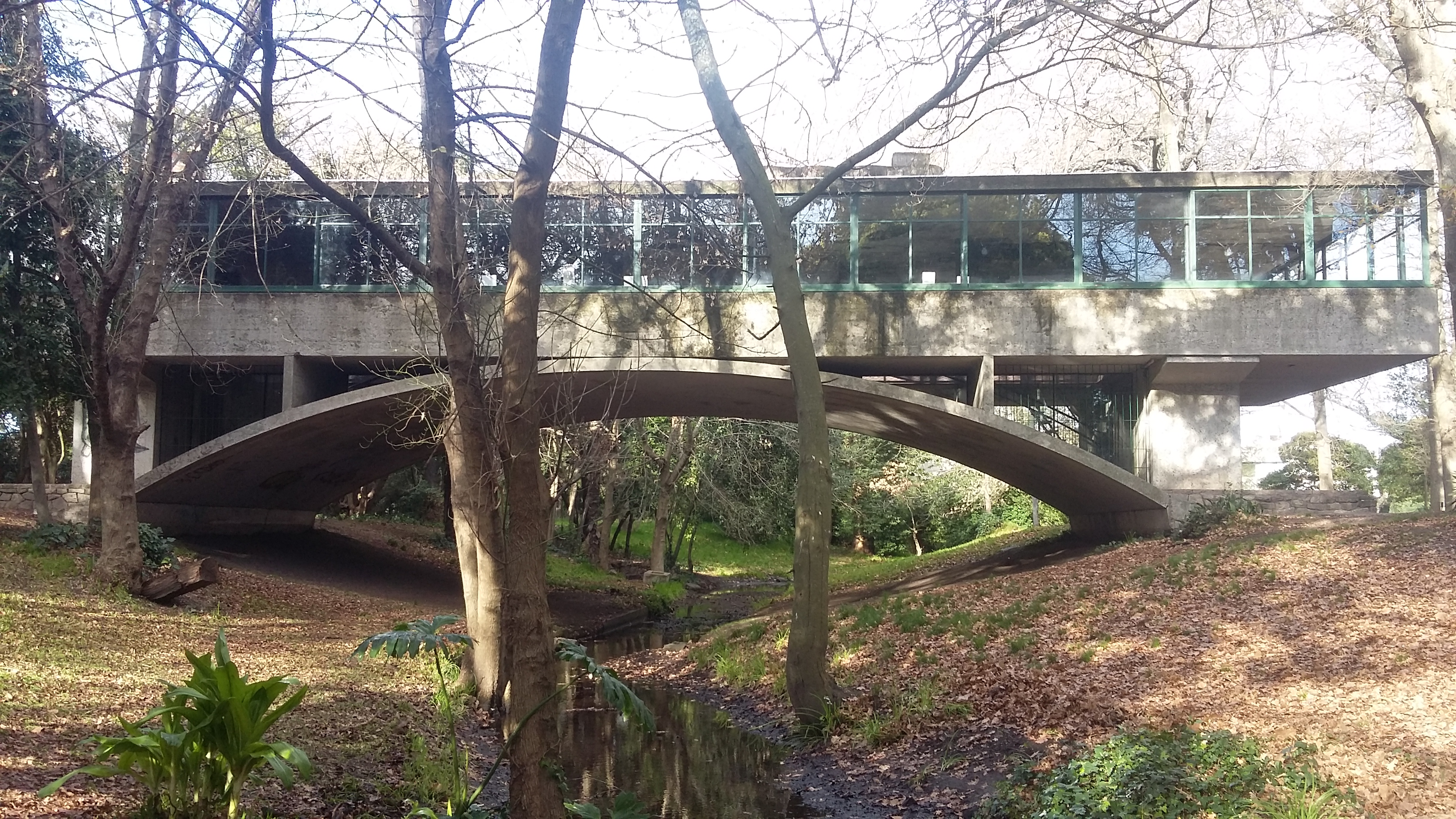
Casa del Puente en 2019

Amancio Williams nació y murió en Buenos Aires (1913 – 1989). Casado con la arquitecta Delfina Gálvez Bunge, fue un exponente del Movimiento Moderno Argentino, considerado uno de los arquitectos más importantes de la primera mitad del siglo XX. En 1931, a los 18 años, ingresó a la Facultad de Ingeniería de la UBA, donde cursó tres años de estudio. Luego se dedicó a la aviación, hasta que ingresó a la Facultad de Arquitectura de la UBA en 1938, de la cual egresó en 1941. En 1949 se hizo cargo de la dirección del proyecto del arquitecto moderno suizo-francés Le Corbusier, la Casa Curutchet de La Plata. Éste es uno de los dos proyectos que Le Corbusier realizó en América Latina. Williams es reconocido por difundir los ideales del Movimiento Moderno, con avanzadas ideas sobre la urbanización para mejorar la calidad de vida de los habitantes de las ciudades y el medio ambiente. Fue nombrado miembro honorario de instituciones como la Universidad de la República y la Universidad Federico Villarreal. También formó parte de la Academia Nacional de Bellas Artes y recibió un premio de la Fundación Konex en 1982. Como su padre, fue miembro de número de la Academia Nacional de Bellas Artes.

### Una mirada sobre Delfina Galvez Bunge de Williams
Delfina Gálvez Bunge de Williams (1913-2014) fue una mujer que perteneció a ambientes progresistas y cultos del cambio de siglo en Buenos Aires. En 1931 con 18 años entró en la Facultad de Arquitectura de la Universidad de Buenos Aires, donde conoció a Amancio Williams con quien se casó en 1941 y tuvieron 8 hijos.
En los primeros años de casados trabajaron juntos. En 1942 realizaron ambos su primer proyecto junto a Jorge Vivanco consistente en departamentos en block para la ciudad de Buenos Aires, que se llamó Viviendas en el espacio. Según Roberto Fernández «estos proyectos fueron conocidos y elogiados por Le Corbusier -en su (…) ensayo aparecido en la revista L’Homme et l’Architecture de 1947″. El maestro suizo posteriormente encargará a Amancio Williams el desarrollo de la casa Curuchet en La Plata.
Ella negó en diferentes entrevistas la autoría compartida de diversas obras, incluida la Casa del Puente en Mar del Plata, para el compositor Alberto Williams, padre de Amancio. Sin embargo, en la publicación contemporánea de Alberto Sartoris Encyclopédie de l’architecture nouvelle, Milán, 1948 aparecen distintos proyectos de autoría compartida: Amancio Williams et Delfina G. de Williams. En esta publicación además de obras compartidas aparecen obras de autoría individual de Amancio Williams y otras que comparte con César Janello, Colette B. de Janello y Jorge Butler. Este reconocimiento de coautorías, que seguramente fue dado por el propio Williams desaparece en la mayoría de los relatos historiográficos sobre él.
En el artículo La Casa sobre el Arroyo de Amancio Williams: crónica de una cruzada en ICANEWS de 2007, la arquitecta Graciela Di Iorio, Directora de la Casa, escribió: “La vivienda estudio, también conocida a nivel local como «La Casa del Puente» fue diseñada y construida en Mar del Plata, Argentina, entre los años 1943 y 1945 por el arquitecto Amancio Williams con la colaboración de la arquitecta Delfina Gálvez de Williams”. A pesar de ello, en diversas entrevistas la propia Delfina no reconoce ningún protagonismo propio en las obras de su esposo, y en este caso como mucho se asignaba el mérito del mobiliario y la jardinería.
Las actividades de colaboración con Amancio Williams que reconoció como propias estuvieron más ligadas a la escritura, especialmente la redacción de las cartas con arquitectos extranjeros, especialmente, en francés. En 1954 la Editorial Contémpora de Buenos Aires, en la colección «Documentos del siglo veinte», dirigida por Amancio Williams, publicó «La carta de Atenas. El urbanismo de los CIAM«, con una tapa realizada por Alfredo Hlito (importante artista del grupo Arte Concreto-Invención). La traducción del francés fue realizada por Delfina Gálvez de Williams, tal como consta en los créditos correspondientes. Además Delfina se encargó de muchas de las traducciones y revisiones de los artículos en francés de la publicación «La arquitectura de hoy«, versión en castellano de L’Architecture d’Aujourd’hui, publicada en Buenos Aires por la editorial Guillermo Kraft entre 1947 y 1948 (14 números).
En diferentes entrevistas destaca su voluntad de no querer otorgarse méritos, sin embargo, si que reconoce haber realizado especialmente proyectos de jardines y de interiores. Su actividad cultural y profesional se extendió más allá de la arquitectura y siguiendo la estela de su madre, la poetisa Delfina Bunge, escribió al menos dos libros Nosotros tres, una crónica de su infancia con sus hermanos Manuel y Gabriel y Cuentos creíbles. Según explicó en la entrevista concedida a Sofía Picozzi y Marina Zuccon en 2004 también escribió algún capítulo sobre arquitectura argentina del siglo XIX y XX. Fue presidenta de la Asociación Argentina de Mujeres Hispanistas hasta 2013 y perteneció a la Comisión Directiva del Patronato de la Infancia.
Escribió algunas críticas para prensa sobre exposiciones de arte. La que dedica a la artista Fridl Loos, es muy reveladora en tanto que resalta la figura de una mujer artista que realizaba diseño de moda y textil, lo que la situaba fuera del mundo del arte más reconocido porque para Delfina Gálvez es un valor aún más importante: “Al valorar su propia obra, Fridl Loos da mucha más importancia a sus creaciones plásticas que a las de la moda. En parte tiene razón, porque las primeras son estáticas, destinadas a permanecer en el equilibrio fijo de sus elementos, mientras que las segundas, dinámicas en su equilibrio inestable, son efímeras. Pero no tiene toda la razón, y he aquí por qué […] las creaciones de Fridl en el frívolo campo de la moda tienen una enorme importancia […] El tiempo, que madura y asienta la obra plástica, es el enemigo número uno del creador de modas, que sabe que su obra maravillosa hoy y tal vez dentro de cien años, parecerá indefectiblemente ridícula dentro de diez o veinte. El creador de modas lucha contra el tiempo, tratando de trabajar con valores permanentes dentro de lo efímero. En esta lucha Fridl resultó ampliamente vencedora, pues al ser sus creaciones atemporales, independientes de lo que se llama ‘el dictado de la moda’, siguen vigentes después de  cincuenta años y aún en uso […] Esta exposición tan interesante […] abrirá ventanas a los jóvenes que no conocieron esta obra. Ella probará una vez más que la creación artística es una sola, cualquiera sea el campo en que se exprese, y reavivará un concepto que muchos olvidan hoy: que la finalidad del arte es producir belleza. Fridl lo consiguió”.
En una entrevista de la revista Gente de 1976 cuenta que con cinco de sus hijos (Claudio, Cristóbal, Florencia, Teresa y Pablo) está trabajando en un proyecto llamado La ciudad que necesita la humanidad. Así que aún habiendo sido madre de 8 hijos, y que la crianza la llevó a una menor actividad personal y profesional, continuó sus actividades polifacéticas activamente hasta sus últimos días en diciembre de 2014

### Período 1977 a 2014
En este lapso, la década del 2000 fue particularmente destructiva para el conjunto. Muchas instituciones públicas y privadas, a nivel nacional e internacional, abogaron en favor de su defensa y conservación integral.  

### 2014 a 2017
En el mes de agosto de 2014, en el Museo Casa Sobre el Arroyo/ Casa del Puente, comienzan las tareas de restauración del Pabellón de Servicio a través de la intervención de las áreas de Preservación Patrimonial y Arquitectura de la Secretaría de Planeamiento Urbano y del Ente de Servicios Urbanos, Enosur. Esta primera etapa del proyecto integral de restauración en tanto Museo de Sitio,  conlleva un esfuerzo mancomunado del Municipio de Gral. Pueyrredon,  la Secretaría de Cultura a través del Museo y la Asociación de Amigos Casa Sobre el Arroyo. 
En dicho proceso también se llevan a cabo tareas específicas del Museo, como visitas guiadas para todos los niveles educativos (desde inicial a postgrado), visitas teatralizadas con marionetas, ciclos de música, avistamiento de aves, reconocimiento de especies vegetales, exposiciones, presentaciones de libros, conferencias, talleres, entre otros.
Durante el 2014-15, se logró restaurar el curso del espejo de agua del Arroyo Las Chacras, gracias a un trabajo conjunto con el personal de OSSE (Obras Sanitarias Mar del Plata- Batán), quien reintegró un tramo de 120 metros del arroyo que compone parte esencial del conjunto, así como otras tareas de mantenimiento y se gestionaron acciones que permitieron generar nuevas relaciones y actividades. 
El 24 de marzo de 2015 inauguró en el MoMA, Museo de Arte Moderno de Nueva York, la muestra "Latin America in construction" en la que participa la Casa del Puente promoviéndola como uno de los iconos relevantes de la arquitectura del siglo XX en Latinoamérica.
En noviembre de 2015, el Museo Casa sobre el Arroyo fue nominado a los Premios Internacionales de la Fundación CICOP -Centro Internacional para la Conservación del Patrimonio- en la categoría "Conservación del Patrimonio Arquitectónico".

## Características
La Casa del Puente constituye un conjunto arquitectónico, cultural y paisajístico indivisible 
Esta obra está encuadrada dentro del Movimiento Moderno y es considerada una de las residencias más importantes del siglo XX, que por originalidad y perfección constructiva, es estudiada a nivel mundial. 
Presenta declaratorias de Interés Patrimonial, Cultural, Natural por parte la Municipalidad de General Pueyrredon; Monumento Histórico Artístico Nacional y Patrimonio Cultural, Histórico, Arquitectónico y Ambiental de la Provincia de Buenos Aires. 
Es un conjunto ambiental-arquitectónico  que consta de un parque histórico de singulares características que incluye una vivienda principal y un pabellón de servicio. Ambas construcciones siguen el lineamiento de la naturaleza, en correspondencia con criterios lógicos y matemáticos.
La edificación se emplaza en un contexto excepcional, un terreno cruzado por la cuenca del arroyo, que lo divide en dos. La casa concreta la unión de las dos márgenes del mismo, localizándose sobre el rasgo protagónico del sitio. El parque enriquecido por robles europeos conserva, no obstante, aspectos del paisaje silvestre de la pampa; su escala tiene similitud al monte forestal pampeano.
La estructura de esta obra escultórica sintetiza formas geométricas casi abstractas y su arquitectura tridimensional trabaja como un conjunto armónico integral.  
La visión criolla de Alberto Williams sobre el valor cultural de la música autóctona argentina, tiene un equivalente en la visión de su hijo Amancio Williams en relación con la Arquitectura. El interior de esta vivienda es de tipología lineal, los ambientes se desarrollan en torno a las escaleras que dividen los espacios públicos de los privados y de servicio, haciendo referencia a la típica “casa chorizo”, vivienda tradicional de la Ciudad de Buenos Aires de fines del siglo XIX. 
A partir de su experiencia como ingeniero, escogió como material principal el hormigón armado, que constituye el 94% de la obra. Sus fachadas fueron martelinadas (el "martelinado se usa para dejar un acabado áspero en la superficie de concreto) y tratadas químicamente para dejar a la vista la riqueza de la superficie. El espacio habitable de la planta principal, elevado a la altura de la copa de los árboles inmediatos que la circundan, se vincula con el exterior a través de un ventanal continuo, un alarde compositivo que permite visuales en los 360°. Esta característica integra a la naturaleza en todos los locales de la vivienda-estudio musical. 

### Particularidades
La planta baja consta de dos entradas ubicadas en los puntos de apoyo del arco. La transparencia de este acceso contribuye a la liviandad visual de la obra. Los escalones acompañan el desarrollo del arco, lo que genera una escalera en la cual las alzadas van disminuyendo su altura a medida que se va ascendiendo en la misma.
Posee un aventanamiento perimetral de 360°, acompañado de una viga – antepecho con función estructural.
Todas sus partes compositivas cumplen funciones determinadas, la obra es de gran sencillez dentro de los parámetros del Movimiento Moderno, no hay ornamentos o adiciones decorativas.
El piso de toda la vivienda, salvo los cuartos de baño, está conformado de adoquines de algarrobo colorado.
Las divisiones internas están realizadas en terciado de cedro con guardacantos de nogal, montados como un conjunto en un taller de carpintería y llevado a la obra donde se armó definitivamente. 
Las escaleras, las mesadas de la cocina, los baños y las bases de las bañeras fueron revestidos con material granítico reconstituido, realizado in situ.
Todos los artefactos de iluminación fueron diseñados por Amancio Williams y Delfina Gálvez Bunge. La mayoría de ellos estaban realizados en bronce y vidrio opalino.
Amancio Williams ideó como divisor, entre el estudio musical de Alberto Williams y el comedor, una puerta plegadiza que toma como concepto la tecnología aeronáutica, ya que la distribución del peso de las hojas se encuentra en su parte inferior y al correr por un riel embutido se desplaza de manera liviana.
Dicha puerta se compone de placas de madera revestidas en cuero de descarne color oliva, linoleum, listones perimetrales de bronce y bisagras de bronce tipo piano. Se estima que el uso de cuero como revestimiento es debido a cuestiones acústicas.
El Estudio musical de Alberto Williams fue concebido como un espacio dedicado a la interpretación y composición musical. Inspirado en la misma naturaleza que circunda la casa y con una ubicación estratégica en una esquina de la vivienda, el ambiente permitía la apertura completa de las ventanas y el registro directo de los sonidos del arroyo y el canto de las aves. 
Los placares de los dormitorios fueron realizados en terciado de cedro con guardacantos de nogal. Con puertas corredizas y varios compartimientos de guardado. Sobre éstos se generó una delgada cubierta de hormigón armado, que sirvió como base para la colocación de luminarias. Oculto en los placares se encuentra el dispositivo de accionamiento para la apertura, tanto de las lucarnas como de los toldos de control de luz natural. Dispositivo que funcionaba por medio de rulemanes, tensores y poleas.
La sala de Estar, ubicada en el extremo Este, fue decorada con sencillez, siguiendo el lineamiento de los restantes espacios. Equivale a la tradicional galería criolla, lugar de encuentro y vivencia. Su organización se articula alrededor de un hogar a leña con forma de lira, diseñado por Amancio Williams. Dicho hogar realizado en chapa de hierro fue concebido con un receptor de cenizas para facilitar su limpieza. La calidez del espacio se acentúa por la utilización de tabiques interiores de madera. 
La vivienda fue amueblada con sencillez y sin ornamentos innecesarios, se destacan los siguientes muebles de autor: Silla BKF (Grupo Austral), Sillón versión moderna de un mueble popular conocido como Sillón Zafari (Amancio Williams), Chaise Longue LC 4 (Le Corbusier, Charlotte Perriand y Pierre Jeanneret) y Sillón Le Petit Modèle Lc2 (Le Corbusier) y un piano Blüthner, de cuarto de cola 
Basándose en los conceptos del Movimiento Moderno, la azotea conforma la quinta fachada de la vivienda. Se destaca el volumen del tanque de agua que tiene un tratamiento plástico, casi escultórico.

### Conceptos del Movimiento Moderno aplicados a la Casa del Puente
Movimiento Moderno, en arquitectura, es el conjunto de tendencias surgidas en las primeras décadas del siglo XX, marcando una ruptura con la tradicional configuración de espacios, formas compositivas y estéticas. Sus ideas superaron el ámbito arquitectónico influyendo en el mundo del arte y del diseño.
Aprovechó las posibilidades de los nuevos materiales industriales como el hormigón armado, el acero laminado y el vidrio plano en grandes dimensiones.
Los 5 puntos de la nueva Arquitectura desarrollados por Le Corbusier pueden verse reflejados en el proyecto arquitectónico realizado por Amancio Williams y Delfina Gálvez Bunge. 
Pilotes: elementos unidireccionales ubicados en Planta Baja que soportan el peso de la edificación, quedando está suspendida en el aire lejos del terreno. El jardín se puede desarrollar por debajo de la vivienda. 
En el caso de la Casa del Puente, el concepto de elevación y desarrollo del paisaje se hace evidente en la utilización de un Arco que remeda el concepto de arquitectura despegada del terreno como base para construcción de la “caja habitable”.
Techo – Jardín: Ideado para solucionar problemas de aislación y temperatura en las losas de hormigón armado. Se presenta como una zona habitable de la vivienda, recuperando un área perdida. 
Si bien en la azotea de la Casa sobre el Arroyo, no se desarrolló un jardín, en ella se destacan elementos escultóricos que la conforman como la quinta fachada de la vivienda.  
Planta Libre: Sistematización conceptual, tanto espacial como constructiva, que aporta absoluta libertad a la composición de la planta. Se eliminan los muros portantes, permitiendo flexibilidad y adaptabilidad. 
En la Casa del Puente tampoco existen muros portantes, posee una estructura independiente de hormigón armado. La tabiquería interna que divide el sector público del privado está realizada en terciado de madera. Aunque estos tabiques no son móviles, la espacialidad de la vivienda está concebida a partir de la idea de apertura, generando una amplia galería que recorre todo el largo de la casa. 
Fachada – Libre: Le Corbusier logra este concepto haciendo volar la losa por encima de los pilotes a modo de voladizo alrededor del edificio, así desplaza toda la fachada más allá de la estructura portante. Las fachadas se convierten en ligeras membranas de muros y ventanas. 
En la Casa del Puente, este concepto se hace evidente, ya que aquí también la losa se extiende sobresaliendo del arco del puente, generando los voladizos. Aquí también la fachada se convierte en una membrana compuesta de ventanales y muros bajos que las contienen junto con la losa del techo.  
Ventanas corridas: Los pilares forman con las losas intermedias, huecos rectangulares en las fachadas. Estos huecos conforman las ventanas. Estas ocupan toda la dirección horizontal de la fachada.  
La Casa del Arroyo posee un aventanamiento corrido, que ocupa todo el perímetro horizontal de la casa. Esto permite una comunicación constante con el exterior. 
Pabellón de Servicio
Esta construcción fue realizada en simultáneo a la casa principal, estaba destinada al personal que atendía a la familia. Consta de dos habitaciones, un baño  completo, un almacén y cochera para dos autos, teniendo como distribuidor principal un patio descubierto que alberga una pileta de lavar de cemento, diseño original de Amancio Williams. Este pabellón también fue realizado bajo los preceptos del Movimiento Moderno y su desarrollo y emplazamiento surge a partir del respeto a la ubicación original de los árboles inmediatos.
El Parque 
“Los parques y jardines reflejaron en la historia distintas maneras ver, entender y relacionarse con la naturaleza y su paisaje. El parque y la Casa sobre el Arroyo de Amancio Williams y Delfina Gálvez en Mar del Plata representan en conjunto una forma distinta de relación con la naturaleza, una forma distinta de ver y entender el paisaje a lo propuesto por el pintoresquismo y el modernismo de la época. Fieles a los ideales del Movimiento Moderno y en particular a conceptos vertidos por Le Corbusier, Amancio y Delfina representaron su verdad con ideas simples y prácticas, y de una pureza estética que presume una postura ética y moral”. (cita: Arq, Mario Pangos)
El parque hoy constituye un verdadero pulmón verde interurbano, que comprende dos manzanas contiguas, atravesadas por el histórico cauce del arroyo Las Chacras. Se trata de un espacio multipatrimonial a modo de una reserva ambiental activa, que aloja múltiples especies de fauna y flora silvestre propias del ámbito pampeano y con algunas especies que trajeran inmigrantes desde otras latitudes. Ambientalmente se trata de un sistema en equilibrio bajo un comportamiento de autosustentabilidad.
Durante la existencia de la radio se produjeron modificaciones en el predio, esto se debió a razones funcionales, atento que de ser una vivienda familiar pasa a albergar oficinas, estudios de grabación, etc. Todas estas modificaciones fueron realizadas con la anuencia del arq. Amancio Williams.
En la casa principal se colocó un sistema aire y calefacción central, alfombras en las escaleras, un el cerramiento del estudio de Alberto con panelería de madera, modificación de uno de los baños compartimentándolo, caños externos para instalación eléctrica e más tomacorrientes y cañerías eléctricas, entre otras.
En el parque se colocó antenas de trasmisión. En el pabellón de servicio se cubrió el patio interno con un techo vidriado, además se agregaron dos ventanas en cada una de las habitaciones y se construyó en forma anexa a él un conjunto de oficinas.